# Застава М12 Црно копље
Застава М12 „Црно копље” је анти-материјална пушка калибра 12,7 мм или .50 коју је развила Застава оружје.

## Опис
М12 функционише на принципу Маузеровог обртно - чепног затварача. Унутрашњост цијеви је хромирана, а споља су направљени уздужни жлијебови која побољшавају хлађење. Има гасну кочницу на устима цијеви која помаже да се смањи трзај.
Повлачење и положај окидача могу се подесити; сигурносни механизам је такође уграђен на окидач. Кундак је направљен од алуминијума и има уграђени амортизер ради додатног ублажавања трзаја, као и трећу склопиву ногу која се може подесити по висини да би се употпунила ножице постављен испод цијеви.
Производи се у две верзије: 12,7 × 108 мм (максимални домет 1800 м) или .50 Browning (максималног домета 1.600 м) муниција. На врху сандука налази се Пикатини шина за монтирање различитих врста оптичких уређаја. 